# Telkomsel
Telkomsel (PT Telekomunikasi Selular) – indonezyjski operator sieci telefonii GSM i UMTS, stanowiący część Telkom Indonesia. Jest największym dostawcą telefonii komórkowej w Indonezji.
Przedsiębiorstwo zostało założone w 1995 roku. W 2016 roku operator Telkomsel miał 152 mln abonentów.